# Football aux Jeux des îles de l'océan Indien 1998
Navigation
Édition précédente Édition suivante
Le football aux Jeux des îles de l'océan Indien 1998 est une des 16 épreuves des Jeux des îles de l'océan Indien, se déroulant à La Réunion. L'épreuve se dispute du 7 au 15 août et voit, pour la deuxième fois, La Réunion, remporter la compétition.

## Phase de groupe

### Groupe A
| Équipe     | Pts | J | V | N | D | BP | BC | Dif |
| ---------- | --- | - | - | - | - | -- | -- | --- |
| La Réunion | 6   | 2 | 2 | 0 | 0 | 5  | 0  | +5  |
| Maurice    | 0   | 2 | 0 | 0 | 2 | 0  | 5  | −5  |

7 août 1998
| La Réunion | 4–0 | Maurice |

11 août 1998
| Maurice | 0–1 | La Réunion |

### Groupe B
| Équipe     | Pts | J | V | N | D | BP | BC | Dif |
| ---------- | --- | - | - | - | - | -- | -- | --- |
| Madagascar | 6   | 2 | 2 | 0 | 0 | 8  | 2  | +6  |
| Seychelles | 3   | 2 | 1 | 0 | 1 | 5  | 5  | 0   |
| Comores    | 0   | 2 | 0 | 0 | 2 | 0  | 6  | −6  |

7 août 1998
| Madagascar | 3–0 | Comores |

9 août 1998
| Seychelles | 3–0 | Comores |

11 août 1998
| Madagascar | 5–2 | Seychelles |

## Tour final

### Demi-finales
13 août 1998
| Madagascar | 2–0 (ap) | Maurice |

| La Réunion | 2–0 | Seychelles |

### Match pour la troisième place
15 août 1998
| Seychelles | 4–3 | Maurice |

### Finale
15 août 1998
| La Réunion | 3–3 (ap, 7 TAB 6) | Madagascar |

## Source
- (en) Karel Stokkermans, « Jeux des Iles de l'Océan Indien », sur rsssf.com, 25 août 2011 (consulté le 16 décembre 2013)

- Cet article est partiellement ou en totalité issu de l'article intitulé « Jeux des îles de l'océan Indien 1998 » (voir la liste des auteurs).